# Cup of Nations
Der Cup of Nations ist ein Einladungsturnier für Frauen-Fußballnationalmannschaften, der 2019 erstmals vom Australischen Fußballverband organisiert wurde. Er fand parallel zum SheBelieves Cup 2019 sowie Algarve-Cup 2019 statt und diente den Teilnehmern auch als Vorbereitung für die Fußball-Weltmeisterschaft der Frauen 2019. Im Jahr 2023 fand die zweite Austragung des Turniers statt.

## Die Turniere im Überblick
| Jahr | Sieger     | 2. Platz | 3. Platz   | 4. Platz    |
| ---- | ---------- | -------- | ---------- | ----------- |
| 2019 | Australien | Südkorea | Neuseeland | Argentinien |
| 2023 | Australien | Spanien  | Tschechien | Jamaika     |